# ザ・ホワイトハウス
『ザ・ホワイトハウス』（The West Wing）は、アメリカの放送局NBCで1999年から2006年にかけて放送されたドラマで、ホワイトハウスを舞台に大統領とその側近達を中心に描いた政治ドラマである。
エミー賞史上、多くの記録を樹立したテレビドラマとして知られる。エミー賞の最優秀作品賞を4年連続受賞し、ドラマシリーズ全体では計26回受賞（史上最多）、ファーストシーズンでは9個受賞（史上最多）、単一シリーズでも9個受賞（史上最多）などの史上最多記録した。また、ゴールデングローブ賞最優秀作品賞では2000年に受賞し、他に1999年・2001年・2002年・2003年の計4度ノミネートしている。くわえて、全米映画俳優組合賞最優秀アンサンブル演技賞（ドラマ部門）を2年連続で受賞。
日本ではシーズン4まではNHK衛星第2テレビジョンで初回放送された。シーズン5からは放送局がスーパー!ドラマTVに変更されて放送されている。初回放送はSD画質でブルーレイ発売も未定だが、2010年10月からBSジャパンでワイド画面のHDリマスター版が第2シーズンまで放送された。

## 概要

### ドラマの特徴
1998年の大統領選挙に民主党から出馬したジェド・バートレットが1999年1月にアメリカ合衆国大統領に就任した。このドラマではバートレット大統領が就任した半年後から物語が始まる。このドラマの特徴は、大統領と大統領を支える首席補佐官などの裏方スタッフがメインキャストであることである。
また、原題の "The West Wing" は日本語で「西棟」を意味する。ホワイトハウスの東棟（イーストウイング）は公開されているが、西棟（ウエストウイング）には大統領執務室や閣議室、シチュエーションルーム、定例記者会見室などがあり、アメリカ政治の中枢である。ドラマのスタッフはさまざまな情報を元にホワイトハウスの西棟を忠実に再現したセットを作ったとされ、その出来は多くのホワイトハウス関係者が「実によくできているが、実物はもっと狭くて混み合っている」と答えているほどで、このため製作会社のワーナーは「国家の安全保障にかかわるため」として、この番組のスタジオツアーを行っていない。ただし、演出・撮影上の理由から、実際よりもガラス張りの壁やドアを多用し、部屋の配置についても若干の演出を加えている。また、エアフォースワン機内のシーンは、映画『エアフォースワン』（1997年）のために制作されたセットが使われた。

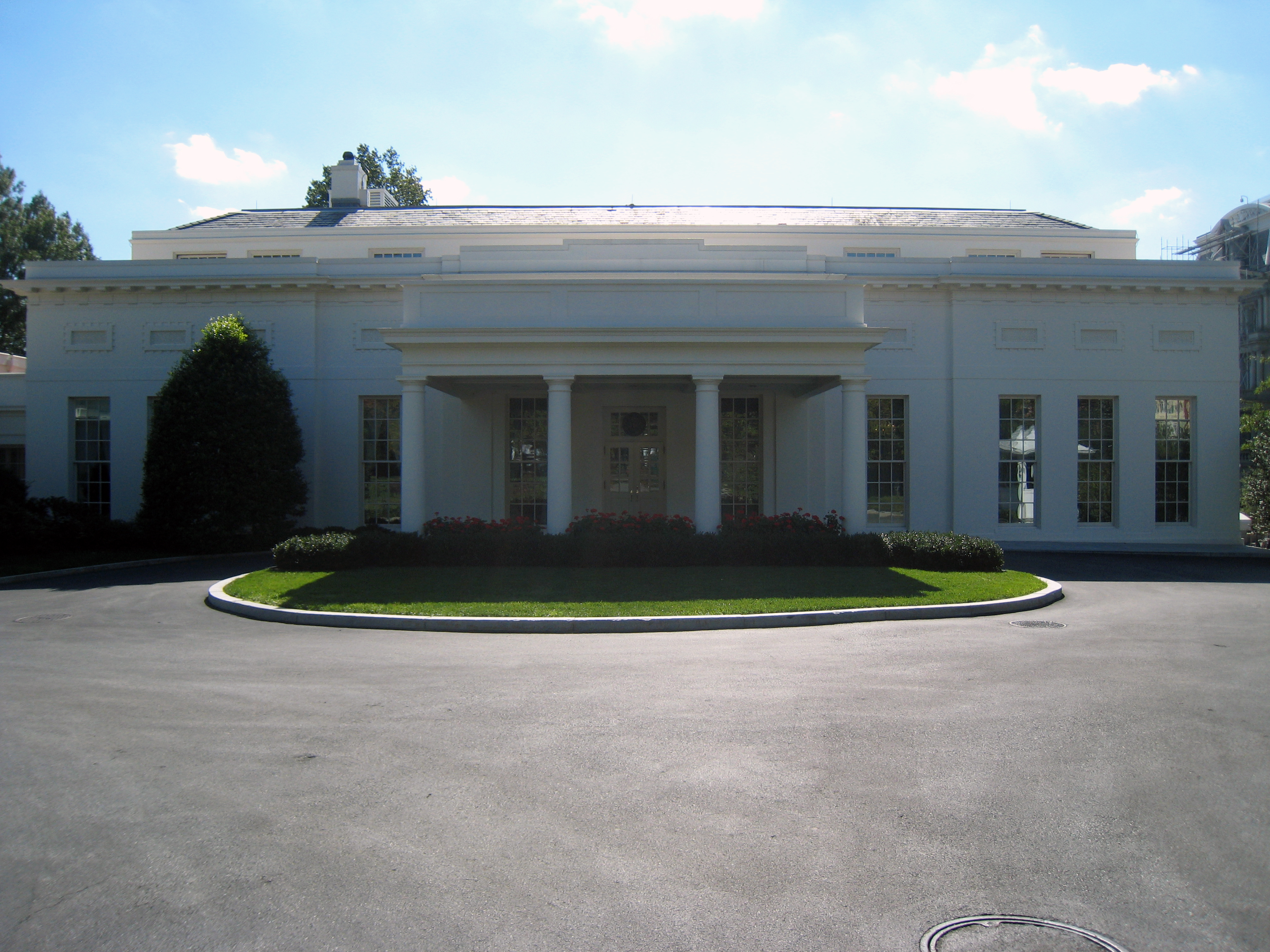
正面から見た実際のウェストウィング

このドラマは大統領とそのスタッフ達がアメリカ内外の現実に起こり得る様々な問題に対処していく政治ドラマであり、個性あふれる大統領とそのスタッフの人間模様を描いたヒューマンドラマでエミー賞を4年連続作品賞受賞など「政治ドラマは視聴率をとれない」という常識を覆した。製作総指揮兼脚本のアーロン・ソーキンの功績は大きくアメリカのテレビ界で絶賛された。この後アメリカでは議会ものや最高裁ものなど多くの模倣政治ドラマが作られたがいずれも失敗している。本作品以前の政治ものは「政治家とは自己中心で汚いものである」のシニカルな見方が基本だったが、本作品では極めて理想主義的な夢見る政治家を描いたのが特徴。また医療ドラマERで有名になった「視聴者がとても追いつけないようなスピードで会話を行う」というドラマ会話法が成功したと指摘される。ソーキン自身が民主党支持のリベラルなため、ドラマは多くの部分においてクリントン時代の政治情勢を反映しており、番組アドバイザーとして1期目のクリントン政権のスピーチライターで、現在、ABCテレビThis Weekのホストを務めるジョージ・ステファノポロスが参加していた。なお、ソーキンがマリファナ支持者なため、ドラマの中にもそのようなセリフがみられる。

### 登場人物の変更
当初大統領は2・3回しか登場しない脇役的存在になる予定だったが、パイロット版で大統領を演じるマーティン・シーンの演技が話題となったことやシーン本人が本作への参加に意欲的だったため、レギュラーとなった（物語の進行上、当初脇役であった大統領夫人もメインキャストに加わる）。
もともと登場人物の中では最もA級俳優だったロブ・ロウが主人公の予定だったが、他の俳優の人気からマルチキャラクター劇になり、ロウ以外のほぼみな(但し、大統領役のマーティン・シーンと同じくゴールデングローブ主演男優賞、全米映画俳優協会主演男優賞を受賞している)がエミー賞を受賞するという逆転現象が生じた。ロウは1話あたり7万5,000ドルの出演料に不満を表明したが、昇給要求をプロデューサーに拒否されたため（ちなみにマーティン・シーンのサラリーは当時1話30万ドル）、2002年（シーズン4）を最後にドラマを降りた。
シーズン1-4までのほぼ全ての脚本を書くか統括したソーキンがシーズン4で降りたことも要因となり、シーズン5以降は視聴率も低下する一方であったが、NBCに後継するヒット番組もない為、制作は継続されていた。2005年12月16日レオ役のジョン・スペンサーが死亡したことや視聴率の低下などのため2006年1月にシーズン7での打ち切りが決定、2006年5月14日の放送をもって終了した。

### 日本の政治との違い
アメリカは大統領制のため、議院内閣制の国とは違い、大統領が連邦議会に出席するのは一般教書演説・予算教書・大統領経済報告以外あまりないので、連邦議会がドラマの中で描かれることはほとんど無いが、有力議員などとホワイトハウスや議員事務所で大統領のスタッフがミーティングや交渉を行ったりする場面は描かれている。
国務長官や国防長官などの長官クラスもドラマにはあまり登場しない。これは、アメリカの閣僚は大統領の助言機関であるため、ホワイトハウス内にいて直接進言できる補佐官のほうが、大きな権力を握っている傾向にあるためである。従って、国務長官や国防長官より国家安全保障担当大統領補佐官や国家安全保障会議（NSC）の面々、統合参謀本部議長などのほうが登場回数も多く、副大統領より首席補佐官や次席補佐官のほうが多く登場することになる。

## 現実世界との関連性
バートレット大統領が就任したのは1999年1月であり、選挙は1998年11月である。そのため現実世界と差異が生じている。実際は第43代大統領ジョージ・W・ブッシュが就任したのは2001年1月であり、大統領選挙は2000年11月である。そのため間隔が2年ずれている。(説明は後述)

### 歴代大統領
劇中で語られている最後の歴代大統領は37代大統領リチャード・ニクソンである。その後の大統領は架空であると思われ、劇中で語られた名前はバートレットが就任するまでの最後の民主党出身大統領であるニューマンと、共和党出身で8年間政権を握ったラシターだけである。

### 国際情勢
国際情勢に敏感に反応するドラマ作りも評価され、2001年9月のテロ直後に特別エピソードが放映された際は、アラブ系への差別に対する警告的なエピソードも放送された。

## 主要登場人物

### ジェド・バートレット
“ジェド”ジョサイア・エドワード・バートレット (Josiah Edward "Jed" Bartlet)
演 - マーティン・シーン、日本語吹替 - 小林薫（シーズン1-4）→小林尚臣（シーズン5）
ノートルダム大学に神父になるために入学したが、ロンドン・スクール・オブ・エコノミクスで経済学の修士号と博士号を取得、ダートマス大学で教鞭を執る。ノーベル経済学賞受賞。下院議員を三期務め、ニューハンプシャー州知事を2期務めた。1998年のアメリカ大統領選挙に出馬。
選挙では決して本命視されておらず、後に第1次バートレット政権で副大統領を務めるホインズ（当時、上院議員）の方が有力であったが、レオを始めとするスタッフ、家族の協力で選挙を勝ち抜き、民主党の予備選挙に勝利し民主党の指名を受諾、本選挙では得票数が過半数に達しなかったが、共和党に勝ち、アメリカ合衆国大統領に就任した。
典型的なアイルランド系アメリカ人のカトリック教徒でラテン語が上手。感謝祭では毎年ラテン語のスピーチをする。ユーモアセンスは抜群（?）で正義感が強く、曲がったことが大嫌いだが、気さくな性格で周囲をなごませる。ただ、時折、彼の豊富な知識から繰り出される時間的に長い「うんちく」は周囲の悩みの種である。国立公園マニアでアメリカの全ての国立公園を訪れたことをジョシュやチャーリーに自慢していた。首席補佐官のレオとは30数年の長い付き合い。後のエピソードの核となる持病がある。
シーズン4のエピソードで末娘誘拐事件が発生（シーズン1で警護が付くのを嫌がるゾーイに語ったことが現実化した）。自身の誤った大統領令を防ぐ為合衆国憲法修正25条（大統領権限の一時的委譲）に依り、同シーズンで辞任したジョン・ホインズ副大統領に代わり大統領継承権第2位のグレナレン・ウォーケン下院議長（共和党）に大統領職を事件解決まで大統領権限を委譲する。
俳優マーティン・シーンは、トップ俳優でありながら長くヒット作品がなかったため、本作品で演じた大統領役を俳優人生最高の経験と語っている。シーン自身リベラルな民主党支持者であり、アメリカではこのドラマとの関係からよく応援演説に招待される。シークレットサービスには「イーグル（大統領旗の紋章）」と呼ばれている。

#### ジェド・バートレットの指名受諾演説
ジェド・バートレット候補が民主党の次期大統領候補の指名獲得を得た際に発した演説の一部である。このシーンは選挙スタッフであるジョシュ・ライマン(のちの大統領次席補佐官)が父親の死によって帰郷しようと空港に居た際、勝利演説を控えていたバートレットの登場によって会話が繰り広げられ、無事に送り出すのを見届けた後、右腕であり親友であるレオ・マクギャリー(のちの大統領首席補佐官)に大統領の覚悟ができたことを表す「勝つぞ」と言い放った後のシーンから始まる。
ニューハンプシャー州の前知事であるバートレットは、祖先が現実に存在したジョサイア・バートレットだという設定になっている。ジョサイア・バートレットはアメリカ独立宣言時にニューハンプシャー州の代議員となって署名した人物であり、同州最高裁判所の主席判事や同州知事を歴任した。演説の内容にあるマサチューセッツ州コンコードはニューハンプシャー州の州都であるコンコードとはまた別のものである。
バートレットは作品内で演説の名手といわれ、大統領選もこの強みを存分に生かして劣勢から始まった選挙戦を最終的には勝利で終えた。なお、この演説を書いたのはバートレットのスピーチライターであるトビー・ジーグラー（のちのホワイトハウス広報部長）とサム・シーボーン（のちのホワイトハウス広報部次長）である。

### レオ・マクギャリー
レオ・トーマス・マクギャリー (Leo Thomas McGarry)
演 - ジョン・スペンサー、日本語吹替 - 佐々木敏
バートレット大統領とは40年来の友人。労働長官の経験があり、バートレットは当初マクギャリーが大統領選挙に出ると思ったが、逆にマクギャリーは大統領選挙への出馬をバートレットに勧めた。「Bartlet for America」というスローガンは彼がバートレットに出馬を薦めた際の誘い文句であり、選挙戦でもスローガンとして使用された。ベトナム戦争では空軍のパイロットとして従軍経験があり、撃墜されるという過去をもつ。軍隊経験のないバートレット大統領に対して従軍した経験から、軍事面ではマクギャリーが1番の頼りとなっていて、ミサイル防衛システムの導入を嫌がる大統領を説得することもあった。
ホワイトハウスでは首席補佐官という立場で全てのスタッフを統括する。アルコール依存症で以前薬物中毒で施設に入った経験がある。妻は仕事中毒に呆れてシーズン1では別居し、シーズン2で離婚する。娘のマロリーは後述のサム・シーボーンと関係をもっていたことがある。ちなみに、実際の首席補佐官という職がここまで力を持つことはアメリカ政治歴史上極めて稀である。
シーズン6のキャンプ・ディヴィットでの中東和平会談において、大統領により解任させられたショックが元々の疲労と重なって影響し、心臓発作を起こす。この時大統領は親友の状況を聞き、自分のせいだと責める。結局首席補佐官職は辞任するが、ホワイトハウスに凱旋した際に大統領顧問として復帰する。シーズン6の最後でマクギャリーは混乱した民主党大会をまとめ、ジョシュに薦められて民主党の副大統領候補として選ばれるが、シーズン7の大統領選挙当日に2度目の心臓発作に見舞われ、亡くなった。また、この役を演じたジョン・スペンサーも同様に心臓発作により死亡している。

### ジョシュ・ライマン
“ジョシュ”ジョシュア・ライマン (Joshua "Josh" Lyman)
演 - ブラッドリー・ウィットフォード、日本語吹替 - 石塚運昇
首席補佐官のレオとは、亡くなった父親の代からの古い友人。1998年の民主党予備選挙で後に副大統領になるホインズの側近だった彼をレオが引き抜いた。この時、ホインズの理念に異議をもっていたところ、ニューハンプシャー州のナシュアでのイベントでバートレットのスピーチを聴き、自身の理念と一致。バートレット陣営に参加した。バートレットを「本物の候補」と考え、親友のサムをバートレット陣営に誘った。当選後はホワイトハウス国内政策担当大統領次席補佐官で直接の上司はレオ。秘書はドナ・モス。ハーバード大学ロースクール卒業。
性格は茶目っけがあり、ジョークを口にする回数が多い。子供のような言動が影響してか、女性関係が最も多いキャラクターである。秘書のドナ・モスとのやりとりはこのドラマの注目ポイントの一つ。一つのことに集中しやすいタイプである。
シーズン1ではユダヤ系であることを暗にキリスト教右派から批判され議論になる。また、シーズン1の最終エピソードでは、バージニア州ロスリンで銃撃されて意識不明の重体になるがシーズン2では奇跡的に回復する。このストーリーで彼の次席補佐官になるまでが描かれており、バートレットの大統領当選確定と同じくして父親の訃報が入る。
主に内政を担当しており、国内政策担当大統領補佐官を兼務しているトビーと共に議会調整をすることが多く、ジョシュ自身も内政方面を得意としている面が見受けられる。議会と利益団体との関係が強い。特に外交や安全保障に関しては避けている面が多かったがシーズンを追うごとに外交や国家安全保障に絡んで、レオから対応するよう指示を受けているシーンがあることから担当職務が広がっている。
シーズン6にて辞職して地元に戻ることを考えていたマット・サントス下院議員（民主党）を説得し、大統領選に出馬することを打診、サントスが条件としてジョシュのスタッフ入りを求め、大統領選挙対策本部長に就任（次席補佐官は辞任）。激戦の中、サントス議員を大統領選挙当選へ導き、首席補佐官となる（シーズン7）。サムを新政権において次席補佐官に登用、ジョシュは「僕がレオで、君が僕だ」と誘った。

### トビー・ジーグラー
“トビー”トバイアス・ザッカリー・ジーグラー (Tobias Zachary "Toby"  Ziegler)
演 - リチャード・シフ、日本語吹替 - 佐々木勝彦
広報部長と国内政策担当大統領補佐官を兼務、またスピーチライターでもある。広報面と政策において大統領に助言を行い、若手スタッフたちのまとめ役。CJとは旧知の仲で彼女をバートレット陣営に誘ったのはトビーである。サムとは兄弟のように想っていると言うシーンがある。大統領と険悪なムードのときもあるが、大統領にあらゆる角度から物事を見てもらうよう努めている。また、大統領とはチェスをよくする。就任演説や一般教書演説のライターであるが、期間前はいつもピリピリとしている。
当初はバートレット陣営でもこれまでの選挙戦で勝利したことがないという点から能力に疑問を投げかけられ、選挙戦中も日中にもかかわらずバーで酒を飲んで酔っぱらうなどしていた。しかし、レオがトビー以外のスタッフをクビにし、その後ジョシュやサム、CJが参加すると献身的に選挙戦を戦い、見事バートレットを大統領に当選させた。就任演説は彼とサムが書いた。
ジョシュ同様、シーズン1ではユダヤ系(ジョシュと違って熱心な教徒)であることを、暗にキリスト教右派から批判され、議論となった。皮肉屋で、おまけに毒舌家だが、案外、人情深い面も併せ持っている。弟はNASAで宇宙飛行士として勤務。ニューヨーク市立大学シティカレッジ卒業。トビーを演じるリチャード・シフとは同じ大学の卒業である。
シーズン4で元妻でアンドレア・ワイアット下院議員との間に双子が誕生する。シーズン6ではCJの大統領首席補佐官へ昇進後はホワイトハウス報道官を兼任。シーズン7では宇宙飛行士の弟の死が影響してか、ジョシュとの喧嘩や宇宙ステーションの事故での政府の対応への疑問などで揺れ動く。そして、軍用スペースシャトルの存在をリークし、国家機密の漏洩の罪で大統領によって解雇された。

### サム・シーボーン
“サム”サミュエル・ノーマン・シーボーン (Samuel Norman "Sam" Seaborn)
演 - ロブ・ロウ、日本語吹替 - 吉田栄作（シーズン1-2）→横堀悦夫（シーズン3-4）
広報部次長兼大統領特別補佐官でトビーの直属の部下。企業のために働く弁護士が嫌になり、大統領選挙の時にジョシュに説得されバートレット陣営に加わる。選挙では大統領のスピーチのほとんどを彼が手がけた。正義感と責任感が強く、自分が弁護士時代に契約した会社のタンカーが座礁して原油が流出したときも自分の責任として感じた。シーズン1では高級売春婦と交際していたことから責任を感じ辞任まで考える。彼とトビーの書くスピーチ原稿は、後世に残るほどの名文が多いとされた。シーズン4で大統領選挙と一緒に行われた下院選に立候補した為ホワイトハウスから去る（選挙に負けた場合法律顧問に昇進させる話を劇中かわされたが、選挙に敗れた後は民間に戻っている。これはサラリーに不満を表明したロブ・ロウが降板した為で、最終シーズンのみゲストスターで復帰する）。この時後任のウィル・ベイリーを後任に推薦したのはサムであった。
その後民間の弁護士として個人事務所を開くなど「ジョシュが聞いたら吐く」ほどの年収と結婚予定の彼女がいたが、ジョシュから「僕がレオで、君が僕だ」と、サントス政権の次席補佐官の就任を要請されて就任した。プリンストン大学および、デューク大学ロースクール卒業。
シークレットサービスには、自身の母校から「プリンストン」というコードネームで呼ばれている。

### CJ・クレッグ
“CJ”クローディア・ジーン・クレッグ (Claudia Jean "C.J." Cregg)
演 - アリソン・ジャネイ、日本語吹替 - 夏木マリ（シーズン1-4）→堀江真理子（シーズン5）
ホワイトハウス大統領報道官として記者会見で政府の方針などを発表する。広報部に所属している為、職位上、トビーやサムの部下に位置する（態度は彼らより上）。ハリウッドにある広告代理店で映画の宣伝を担当していたが、依頼主である映画プロデューサに強烈な啖呵をきったことでクビになり、トビーに誘われてバートレット陣営に加わる。敏腕報道官として記者会見では記者をやりこめるのだが、たまに逆にやりこめられる。また、ペンキ塗りたてのベンチに座るなど、少々おっちょこちょいな一面も。初期のエピソードではワシントンポスト記者のダニーと交際していることを非倫理的と悩む。後のエピソードで暗殺の対象になったことからシークレットサービスをつけられ、そのエージェント、サイモンと恋に落ちる。ちなみにシークレットサービスからは「フラミンゴ」という暗号で呼ばれていた。また、アルツハイマーを患う父親がオハイオ州に住んでいる。父親は高校で数学を教えていた学校の先生だった。
ドラマでの華やかな役のようだが、実際の報道官の仕事はきわめて地味な裏方であり、政治記者には顔を知られていても、アメリカ国民の誰もに顔を知られているような仕事ではない。唯一テレビで報道官の発表が全国に流れるのはホワイトハウス自身のスキャンダルの場合など例外的な場合である。カルフォルニア大学バークレー校卒業。
シーズン6で心臓発作に倒れたレオの後任としてアメリカ史上初の女性首席補佐官に就任する。報道官はトビーが兼任する。最終シーズンではCJのロマンスが再び取り上げられる。

### チャーリー・ヤング
“チャーリー”チャールズ・ヤング (Charles "Charlie" Young)
演 - デュレ・ヒル、日本語吹替 - 鈴木ユウジ（シーズン1-4）→佐藤拓也（シーズン5）
大統領私設秘書を務める、黒人の青年。警察官だった母親は銃撃で殉職し、妹の面倒を見るために大学には進学しないでメッセンジャー・ボーイの職に就こうとホワイトハウスを訪れた。しかし人事部の目にとまり、ジョシュの面接を受けて大統領私設秘書になった。仕事をする傍ら、弁護士を目指し大学へも通っていた。高校時代は成績優秀で頭の回転も速い。大統領の娘ゾーイと付き合うことで、白人至上主義者などからの脅迫状が届くようになり、シーズン1の最終話で起きた狙撃事件は、チャーリーとゾーイの交際が原因で発生する。
バートレットに非常に気に入られており、シーズン2では、バートレット家がポール・リビアに作らせたというナイフを贈られ、シーズン7のバートレット退任時には、バートレットが使っていた合衆国憲法書を贈られたほど。
シーズン6の途中まで秘書を続けるが、大学卒業を機に秘書は辞める約束をバートレットと交わしていた。本来ならシーズン3のエピソードにもあった弁護士を目指す予定だったが、首席補佐官に昇進したCJが首席補佐官付大統領特別副補佐官として抜擢した。

### ドナ・モス
“ドナ”ドナテラ・モス (Donnatella "Donna" Moss)
演 - ジャネル・モロニー、日本語吹替 - 八十川真由野
次席補佐官秘書。半ば押しかけ女房的に1998年の大統領選挙の時にジョシュの秘書になる。ジョシュとドナの廊下を歩きながらのマシンガントークには特徴がある。おっちょこちょいな一面もあっていつもジョシュにからかわれている。物語が進むにつれて主要登場人物の中で一番成長する。ソーキンによると、ドナの役は脇役の予定だったが、シーズン1の好評のためレギュラーになった。ジョシュとロマンティックな関係になりそうでならないという微妙な設定となっている。

### アビー・バートレット
“アビー”アビゲイル・アン・バートレット博士 (Abigail Ann "Abbey" Bartlet M.D.)
演 - ストッカード・チャニング、日本語吹替 - 平淑恵（シーズン1-4）→唐沢潤（シーズン5）
ファーストレディで医学博士でもある。大統領の多発性硬化症の症状を和らげるため、医師倫理規定に反してインターフェロンを注射していた。大統領が撃たれたとき、運ばれた病院で麻酔医に「あなたが14人目」 といったのはそのため。大統領の癇癪を受け止められる、レオを除けば殆ど唯一の人物。政治活動も積極的に行っており、国民の支持率は大統領を大きく上回るらしい。シリーズを通してしょっちゅう大統領とケンカばかりしている印象があるが、反面、持病を抱えた夫を心から心配している様子がうかがえる。

### マット・サントス
“マット”マシュー・ビンセント・サントス (Matthew Vincente "Matt" Santos)
演 - ジミー・スミッツ、日本語吹替 - 清水明彦
シーズン6より登場。テキサス州出身の下院議員、ヒスパニック。妻と子供2人の4人家族。下院議員を辞めてテキサスへ帰ろうとしていた時にジョシュに説得されバートレット退任後の大統領を目指すために大統領選挙に出馬する。軍の現役予備役であるため、軍事面に関してはイメージが良い。スピーチ力が高く、理念もジョシュが惚れて大統領候補に擁立するほどである。バラク・オバマ上院議員(元大統領)がモデル（2004年の民主党大会での演説に感銘を受けた脚本家が、レギュラーに内定していたスミッツがヒスパニックであったために彼を大統領候補役にした）。

## エピソード
シーズン1
少数与党である民主党政権であることもあり、苦戦しながらも様々な問題に立ち向かう大統領とそのスタッフ達の活躍が描かれている。シリアの米軍輸送機撃墜/銃器規制問題/連邦最高裁判事の指名・上院での承認問題/死刑問題/政治資金規正法問題/首席補佐官のアルコール依存症問題/娘と秘書の交際をめぐる人種問題などの様々な問題がドラマの中で描かれた。そして人種問題を発端に大統領が銃撃されるという事件が起きてラストを迎える。
シーズン2
前シーズンのクリフハンガーで銃撃された大統領や瀕死の重傷を負ったジョシュの物語から始まる。バートレット大統領が、大統領候補だった頃、今いる主要スタッフが選挙に加わっていく回想シーンがこの物語の背景を伝えている。そして大統領らが見事回復して、同情票から中間選挙で勢いに乗ろうとするが、共和党の議席を奪えず結果的に負けてしまう。2002年の大統領選挙が迫ってきており、大統領は3回目の一般教書演説で大成功を収め再選への道を進む一方で、共和党もホワイトハウス奪還に向けて攻勢を強めてくる。大統領はファーストレディに再選をしないという1998年出馬前の約束を持ち出され困惑する。大統領は多発性硬化症という難病にかかっていて、大統領選挙前から就任した後まで、国民やスタッフ達に隠していた。レオは前シーズンでMSを承知していたが、敢えて胸に収めたままトビーと共に「バートレット再選委員会の結成だ」と握手をする。大統領の再選への意思を確認出来ないまま側近達は再選へ準備をはじめる。その最中、民主党のスタックハウス上院議員がある法案の議事進行妨害を行う。ホワイトハウスでは、5分で可決できる絶対の自信を持った法案だけにその議事進行妨害が寝耳に水の状態だった。しかし、その議事進行妨害の裏でホインズ副大統領が世論調査を実施していた事が報告される。なぜこの時期に世論調査をするのかトビーは疑心暗鬼になる。その世論調査の結果では、副大統領と石油業界が緊密すぎると国民の懸念が出ていた。副大統領はその内容を踏まえて記者会見で石油業界を激しく批判。石油業界との関係を払拭させた。その内容自体はとても攻撃的でトビーも一旦は納得するも疑念は次第に深まっていく。そしてついに現職のしかも高支持率を誇る大統領を敵に回して大統領選に打って出るつもりなのかと思い至る。トビーはレオに激しく詰め寄る。「ありえないでしょう！現職を敵に回して大統領選に打って出るのは！！」と…。ここに至ってトビーをかわすのは無理と判断したレオはMSを打ち明ける様大統領に進言。大統領はトビーにMSであることを打ち明ける。トビーは激しく大統領を非難し、ついでレオも非難する。「大統領が銃撃された時、麻酔で眠っている間、シチュエーションルームで指揮を執っていたのは副大統領ではなく選挙に選ばれていない首席補佐官だ！」と…。実際、権限委譲の用紙を用意していなかった背景など、次々と言い当てていくトビーに大統領も激高し、険悪なものになってしまう。トビーの進言で法律顧問を始め他の側近達に打ち明けてその反応を見て、国民の反応を判断することになった。そして、翌日バビッシュ首席法律顧問にMSを秘密にしていたことを打ち明けると、面に出さないながらも腹に据えかねた反応を示し、他の側近達も同様の反応だった。そしてジョシュの進言で国民への公表をする前にジョーイ・ルーカスを使って仮想の世論調査をすることになった。工業の発達した州「ミシガン州」知事が病気を隠して選挙に当選し、公表後再選に打って出た場合再度支持し投票するかというもので、調査結果は散々なものだった。だが、これ以上隠してはおけないと判断し、ミューラルルームからの生放送で大統領からMSであることを告白する事・その後大統領による記者会見を行う計画を立案。だが、その最中突然の悲劇が襲う。高校生の頃から世話になっている秘書ランディハムさんが新車を買ってホワイトハウスに戻る途中で交通事故による急死したという連絡が入る。公表しても再選に打って出るかまだ決定しない段階だったが、ランディハムさん訃報に気落ちしてしまいランディハムさんの葬式の後、大聖堂で神に向かって激しく非難し、「あんたなんかクソ喰らえだ！　ホインズを頼むぞ！」と、大統領は再出馬しないことを決定してしまう。しかし、レオはただ一人「彼は（大統領選に）出る」と希望を捨てていなかった。そして、その日の夜、テレビの生放送で多発性硬化症にかかっていると告白した大統領。現大統領の病歴詐称そして告白という、類を見ない事件の衝撃が国中を覆い尽くす中、ミューラルルームからの生放送後、執務室でただ一人休んでいた大統領の下に幻覚か幽霊なのか夢なのかランディハムさんが現れ「今日は大変ですね。でも、あなたより大変な人はもっといる。選挙に出馬しないならそれもいいでしょう。でも、負けたくないからとか苦戦を強いられるからという理由で出ないのなら、ジェド！あなたの事を心の底から軽蔑するわ」と言われてしまう。記者会見場に移動した大統領は会見でわざと、再選について質問するだろう記者を指名。そして案の定、記者から「再選に打って出るのか？」と聞かれた大統領は、決意のほどをボディランゲージで示す(この動きが何を意味するか、ランディハムさんとの出会いの回想シーンではっきりと示されている)。
シーズン3
前シーズンの終わりに記者から再選意欲の質問をされた大統領が、「出る、そして勝つつもりだ」ときっぱりと答えるところから始まる。急転直下、再出馬する意向を示した大統領に側近達は大急ぎで方針を転換。会見場所から戻って来ると会議をセッティングし、再出馬の準備に入る。だが、告白前の支持に戻す事も出来ず、再選に暗雲が立ち込める。そこで、大統領とレオは、再選顧問にブルーノ・ジアネッリを招聘することにした。当初、ブルーノやその配下との連携に側近達は上手くいかなかった。前シーズンの後半から発生していたハイチのアメリカ大使館立て篭もり事件の対応に追われてCJは記者会見で誤ったコメントを答えてしまうが、日々の政務をこなしながらも、ホワイトハウスの終わりなき日常が描かれる。相変わらず少数与党である大統領は、多数野党である共和党と対話しながら政治を運営する方針を取っていたのだが、共和党発議の相続税廃止法案に対し、ついに拒否権を発動。対決姿勢を鮮明にする。一方、大統領の病歴詐称に対しての大陪審が準備され、また議会では下院議会行政監視委員会による聴聞会も開始された。聴聞会自体は手玉に取ったレオ有利に進行していくが、その中で暴かれにそうになる大統領と首席補佐官の過去。その過去を弄び党派争いに利用する共和党下院議員。もみ消しの為暗躍するも上手くいかず焦る次席補佐官。だが、党派争いを嫌った一人の共和党の弁護士によって聴聞会はクリスマス休暇に入り審議が中断される。そして、その弁護士によって聴聞会のレオを含めたスタッフ及びファーストレディへの審議打切りを引換えに第172号下院同一決議=譴責処分が提案される。その結果は大統領は譴責処分を受け入れることで片付いた。隠した事に悪意は無かったが、自身の責任を糾す為に…。譴責処分後の一般教書演説やサウジアラビアの火災事件、その事件にコメントしたCJに脅迫状が届き、フィッツウォレス統合参謀本部議長からイランで軽水炉建設・ロシアで重水炉建設(プルトニウムを製造しイランに核を与えようとしている)が報告される。新たな緊張が生まれつつもヘルシンキでサミット(主要国首脳会議)開催など平安の訪れない日々の中、アラブの表向きではあるが軍事同盟国クマーが、テロ組織を使いアメリカ本土攻撃を企図していたことが発覚。フィッツウォレス議長、そしてレオは大統領に、首謀者の暗殺を提案。その首謀者とは、クマーの国防大臣アブドゥル・シャリーフだった。他国、それも表向き同盟国のクマー国王の実弟にして大臣である一個人の暗殺は、アメリカ大統領の取り得べき政治手段なのか。一人の人間として、合衆国を守る為とはいえ殺人を指令することは許されるのか。さらには敬虔なクリスチャンとしての葛藤に悩みながらも、大統領は決断を下す。決行当日、大統領は次期大統領選共和党候補と、二人だけで会う。数分間の会話だったが、候補の政治家としては軽薄きわまりない信条を目の当たりにし、大統領は断固として再選を決意するのだった。
シーズン4
クマーの国防大臣アブドゥル・シャリーフ暗殺後中東情勢に不安を抱きながらも2002年アメリカ大統領選挙戦が開始され、その模様を中心に描かれる。知的で嫌みなほど優秀、リベラルで病歴詐称の大統領対、知的ではないが誠実でやや右派で健康優良な共和党候補の構図のまま選挙戦が進行する。スタッフ達は、守勢に回るよりもあえてその構図に乗り、大統領の優秀さを猛アピールする戦略に出る。1回限りのテレビ討論会で（実際は3回が慣例）、大統領は共和党候補を散々にやりこめ選挙戦の趨勢は決定しバートレットの大統領再選を確実なものにした。また、同時に行われた議会の改選でも民主党は躍進。民主党がこれまで一度も勝利したことがなく、さらに選挙戦最中に候補者死亡という、絶望的な選挙区で民主党が勝利する。即再選挙が行われるのだが、その候補者にサムが立った。彼は死去した候補者の妻に、彼女を元気つけるため立候補の約束をしていた。彼は最初は狼狽しながらも、ついに立候補を決意しホワイトハウスを去る。サムの辞職後、就任演説作成に苦戦する広報部部長のもとに前次長サムの推薦で、かの選挙区を勝利に導いた選挙参謀にしてバートレットが合衆国大統領より肩書きが良いとするNATO連合軍最高司令官トーマス・ベイリー少将の子息ウイル・ベイリーが現れる。就任演説が評価されたウイルはサムの後任として広報部次長兼大統領特別補佐官に就任する。新参上司を迎え、騒がしくなる広報部界隈。落ち着きを取り戻しつつあったホワイトハウスだが、アフリカ（赤道クンドゥー共和国）で民族紛争による大量虐殺が起こり緊張が走る。閣僚や側近達の間でも意見が分かれる中、軍事介入すべきかどうか悩みながらも決断する大統領。自分の子供達を守る為、殺戮者達の前に立つ母親達を助ける為に…。だが、軍事介入によって生じてしまった代償。アラスカの悲劇。降りないエアフォースワン、銃撃されるホワイトハウス、国家機密漏洩疑惑、ゾーイに新しい恋人登場など相変わらず落ち着く暇がない大統領に、クマーのテロ組織の活動兆候を示す情報が入り、大統領とレオは今まで秘密にしていたシャリーフ暗殺をトビー、ジョシュ、CJ、ウイルに打ち明ける。大学卒業式の夜、卒業パーティーの最中新しい恋人と参加していたゾーイが、誘拐されてしまう。警護についていたシークレットサービスの銃撃された遺体を残して…。かつてゾーイに語った悲劇が悪夢のシナリオとなって実際に起きてしまう。混乱する大統領、狼狽するスタッフ達にシチュエーションルームメンバー。犯人の背景や目的に対して、意見が分かれるフィッツウォレス議長とナンシー国家安全保障担当補佐官。様々な意見が出される中、判断が出来なくなっていたバートレット大統領は、混乱しながらも誤った判断してはならぬと思い定め合衆国憲法修正25条（大統領権限の一時的委譲）発動を決意する。合衆国を護るために…。国家機密漏洩疑惑で辞任したホインズ副大統領の次に大統領継承権を持つ下院議長に大統領権限の一時的委譲する。それは、この国の最も有力な共和党議員に一時的ではあるが、ホワイトハウスを渡す事を意味していた…。その悲劇の中、唯一の安らぎはトビーとアンディの間に双子が生まれた事だった。
シーズン5
前シーズンのクリフハンガーで大統領令嬢が誘拐された状況で話が始まる。ウォーケン大統領代行の指揮の下、合衆国全土で令嬢捜索の捜査が行われる。大統領執務室が共和党に占拠されたかの様な感想を持つバートレットの側近達だが、FBI司令センターに有力な情報が入り、誘拐されたゾーイが無事に保護され、バートレットも大統領としてホワイトハウスに復職する。辞任したホインズの後任にルイス・ベリーヒル国務長官の擁立を目指すホワイトハウスだが、バートレット政権への支持率低下や共和党や下院議長からの激しい圧力により、ベリーヒルを断念し副大統領にボブ・ラッセルを指名することになり、大統領は望まない決断を下すことを余儀なくされる。また誘拐事件の影響で上級顧問達も疲労・混乱の極致に陥りジョシュは民主党上院議員との折衝でミスを犯してしまい民主党から離党させてしまった。その為、一時的にだが政策担当の職務から外されたり、CJは定例会見で暴走してしまいレオから叱責を喰らい、ウィルはトビーとの軋轢から副大統領ラッセルのスタッフとして異動、ドナも自分のキャリアを考えはじめるなど、スタッフたちにも転機が訪れつつあった。そして、事件の後遺症も覚めやらぬ中、フィッツウォレス提督から統合参謀本部議長職の辞意表明があり、レオも慰留をするが、「奥さん孝行をする」ということで後任の選定に入る。後任は陸軍のアレクサンダー大将となった。元から高支持率の政権ではあったが誘拐事件の同情から支持率も高支持を維持していたが、同情票が薄れ、景気後退や失業率の上昇・多数派の共和党に押されている状況で支持率が下落。アメリカ北部でハリケーンによる災害の発生や中東でのアメリカ軍へのテロ活動など政権へのダメージが深刻化し、下院議長と共和党による繋ぎ予算の攻防でついに連邦政府は機能停止の事態にまで追い込まれる。しかし、職務限定になっていたジョシュが「戦線」に復帰。様々な奇策を打ち出し、下院議長を揺さぶり、大統領との1対1のミーティングで繋ぎ予算ではなく、条件無しの本予算を決定させる快挙を達成する。だが、その予算攻防の折、最高裁長官が病で倒れてしまう。法的には本人の辞意が無い限り解任できないが、高齢の為これ以上ムリはさせられないと判断し、辞意を迫るも病から回復した長官は拒否する。しばらく後、今度は最高裁の別の判事が急死してしまう。そこでジョシュは、長官と同じリベラルのラングを最高裁長官とし、もう一人の後任として上院司法委員会が指名するマルレディを据える提案する。この提案に長官は賛意を示すも大統領をはじめ他の上級顧問達の猛烈な反対にあう。しかし何とか説得し、ラングを長官、マルレディを副長官に指名することが出来た。そんな中、中東視察中の議員団の自動車がパレスチナのガザ地区で爆破され、フィッツウォレス提督を含む4人もの死者を出し、視察団に参加していたドナは重傷を負ってしまう。このテロへの対処にあたり、バートレットとレオとの考えは食い違い、二人の間の溝は決定的なものとなってしまう。
シーズン6
キャンプ・デービッドで中東和平会談が開かれ、前シーズンから意見の対立が続き、窓際に追いやられていた感のあったレオは、「私の意見が不要なら（首席補佐官から）外して下さい」と告げる。その後辞任を促された事で、ストレスに拍車がかかり、元々弱かった心臓の発作を起こしバーナムの森の中で倒れてしまう。ホワイトハウスではレオの穴を埋めるべく人事異動が行われた。レオの推薦もありCJが首席補佐官となった。CJが抜けた報道官の職はトビーが臨時で兼任することとなった。CJとトビーが新しい役職に四苦八苦。中東和平の為の平和維持軍やプルトニュウム提供問題の財源捻出でハッチンソン国防長官が渋るが、CJが優れた手腕発揮し維持軍派遣となる。大統領の中国訪問するに当たってMSが発症してしまいグリフィス長官のサポートもあり大統領は車椅子に座りながらも何とか一定の成果を示す事が出来た。一方レオも手術から成功に終わり、順調に回復し新たなる仕事に就く為活動を開始。就職活動と並行しながら、ホワイトハウスにて、かつての書類の整理と破棄しながらも、大統領から復帰の相談。だが、新体制が発足している事と、体力面から固辞。しかし、ジョシュが抜け、現状の側近らに不安を感じ、そして、CJから復帰して欲しいと懇願され、大統領上級顧問として復職する。復帰後、残り1年ながらも、側近等を叱咤し政権の建直し・キューバ訪問と活躍し、「共同大統領」の手腕を発揮する。一方で、2期満了するバートレット大統領の後継を選ぶ大統領選が本格開始（合衆国憲法は大統領の三選を禁止している）。副大統領ラッセルは凡庸な男だが、名スピーチライター、ウイルを副大統領首席補佐官に据えたこともあり、今や有力な候補と見られている。また、不倫問題で失脚したホインズ前副大統領も過去を清算してこの争いに加わる。そんな中、民主党の下院議席を守るため、下院議員を再出馬せずに地元へ帰ろうとしているヒスパニック系のサントス議員を引き止めに向かったジョシュは、サントスを次期大統領候補に擁立すべく奔走し始める。ジョシュが提案した9件の選挙戦略に心惹かれるものがあり、大統領が訪中から帰国したある日、悩み続けた結果ジョシュが選挙参謀という10番目の選挙戦略するのを条件に出馬する事を決意する。その条件提示に現在の状況に少なからず不満を持っていたのとサントスに心酔していた事もあってジョシュも受け入れ大統領次席補佐官を辞し、ホワイトハウスを去る。
共和党の予備選ではカリフォルニア州選出のアーノルド・ヴィニック上院議員がリベラル寄りという事もあり当初は有力視されていなかったが、順調に予備選を推進めた結果カルフォルニア州で圧勝を収め、共和党大統領候補に指名される。その模様をTVで見ていたレオは、ジョシュに「カルフォルニアを制し、大統領候補となった共和党候補者には民主党からは誰を擁立しても勝つことは出来ない」と告げた。その民主党予備選当初はラッセル副大統領・ホインズ前副大統領・ベイカー州知事の3人が有力視されていた。だが、党大会前にホインズに資金問題がリークされ勢いが失速。ホインズが失速したことを受けて、ジョシュとサントスは副大統領候補を条件に大統領選から降りサントスを支持する様、要請するが返事を得る事が出来なかった。しかし、ホインズが失速したことに変わりなく、サントスは3番手に躍り出る事が出来た。
1番手を走っていたラッセルだが、2番手のホインズが失速したにもかかわらず、その隙を突く事が出来ない。そして、党大会が始まるも、ベイカー知事に夫人のスキャンダルが暴露されるが、わずか1日で鎮静化してしまう。この経緯を受け、一部論評では、ベイカー知事が最有力候補として見られる。そして長くて激しい指名争いが続き、投票委員会委員長を務めたレオからサントスに、「これ以上争いは党内にしこりが残る」として、選挙から降りる様説得される。サントスは党の事を考え辞退を受け入れるが、条件としてスピーチをさせてくれと懇願。その条件をレオは受け入れ、決選投票前にサントスはスピーチを行う。選挙辞退を踏まえたスピーチではあるが、この内容が党員の支持を集め、バートレットも反対派の説得にまわり、結果としてトップ当選を果たす。党大会の壇上にて大統領からマシュー・サントス民主党大統領候補とレオ・マクギャリー民主党副大統領候補として紹介される。その模様をTV中継で見ていたヴィニック共和党大統領候補は「勝利を目指そう…」とスタッフ達に静かに告げるのであった。その大統領予備選の最中、宇宙で問題が発生していた……。
シーズン7
最終シーズン第1話の冒頭で大統領退任して3年経ったある日、前大統領バートレットをはじめかつての側近達が会する情景から始まる。バートレットは……、ジョシュ、トビー、CJ、ウイル、ケイト、そしてチャーリー……。3年後彼らは何を仕事としているのか。その会合に現れた大統領は誰なのか……。
時間はバートレット退任前に戻る。サントス下院議員が民主党大統領候補として、レオが副大統領候補に決まり大統領本選が進行する。この大統領選は皮肉な事に、かつての同士が互いの候補者の選挙参謀を務めていた。
当初、支持率も9ポイントしか開きが無く、サントス陣営は逆転できる可能性があり喜びに沸いていた。幾たびの遊説を経て、民主・共和両党候補のテレビ討論も（実際に俳優たちによって生中継された）行われ、この討論会は両候補一歩も譲らなかったものの、無党派層からそれぞれ支持が流れ支持率が上昇する。その差は4ポイントまで迫り、副大統領候補討論会もレオは見事に相手候補を論破してしまう。一進一退を繰り返す選挙戦の中、悲劇が起きる。カルフォルニアの原子力発電所でメルトダウンが発生。この発電所は、ヴィニックが建設を主導したもので、支持率がガタ落ちになってしまう。しかし、ヴィニックは記者会見で徹底的に記者達の質問に答えた結果、支持率下落を食い止めることに成功した。しかし、下落したものの回復が難しい状況であることには変わらなかったが…。長く激しい選挙も終わり投票当日、投票が進められる中に、悲報がジョシュの元に。それはレオが倒れたというものであった。急ぎドナを伴い病院に駆けつけるも先行していたアナベスからレオ死去を伝えられる。悲嘆のあまり動揺するジョシュのかわりにホワイトハウス・選挙本部・サントスにドナがレオ死去の報を伝える。悲しみを堪え出口調査を分析するスタッフだが、どちらの陣営も「地元及び各党の強い州」の分析が思わしくなく、ジョシュ・ブルーノ両参謀は苛立ちを隠せないでいた。しかし、その状況も翌朝には判明、次期大統領としてサントス民主党候補が勝利を収めた。しかし、副大統領候補の死去という事もあり共和党は告訴の準備に入っていたが、ヴィニック候補の判断によって告訴はされなかった。
サントス次期大統領は副大統領としてベイカー州知事を指名。そして国務長官にヴィニック候補に要請する。当初、安全保障・外交のエキスパートとしてレオがその重石を成す政権構想であったが、レオ死去に伴い、ヴィニックの経験とバートレット大統領からカザフスタン問題で「宿題」を課せられた際、ヴィニックの意見に感銘を受けヴィニックに要請する。当初、ヴィニックも要請の経緯を看破し、「大統領選再出馬」を検討していたが、選挙スタッフから「偉大なる国務長官になってください」と言われ受諾。他の閣僚をはじめホワイトハウス職員の選定も進み、ジョシュは大統領首席補佐官に、ドナは大統領夫人首席補佐官となる。ジョシュとともに参謀を勤めたルーは広報部長に就き、次席補佐官にはジョシュのかつての同僚サムに白羽の矢がたった。4年前の下院選敗退後カルフォルニアで法人弁護士をしていたが、「レオが僕で、君が僕だ」と補佐官職就任の要請をした。当初狼狽するも、最終的には受諾。ホワイトハウスへ「復帰」する事となった。次々と政権移行が進む中、下院を4席差とはいえ民主党が多数として取り戻す事が出来た。上院は逆に共和党が多数になってしまったが。ハフリー議長は失脚。民主党から議長選任のレースが始まるが、サントスは親しくしている議員が立候補するのを応援しようとするがジョシュは関与するなと諫言。現職職員達の「政権後」の「就職活動」も取りざたされる。CJにはサントスからもカザフスタン問題に絡んで「責任の全う」という事で大統領顧問に2年間だけ就く様要請・「IT産業の巨人」からも「100億の資金で世界を良くしよう」と持ちかけられるなどバートレット政権の終焉を物語っていた。
一方ホワイトハウスでは、第6シーズンから発生していた宇宙ステーションとスペースシャトル情報漏洩問題で広報部長が「漏洩したのは私だ…」とCJに告白。CJはオリバー・バビッシュ首席法律顧問に相談し、大統領に報告。トビーを3職（広報部長・国内政策大統領補佐官・報道官）から解任する。後任にウイルを広報部長に据える。しかし、今まで大統領とトビーの確執が一機に表面化してしまう。その他、カザフスタンでの選挙に絡んだロシアと中国の問題や大統領令嬢のエリーが結婚するエピソードとなる。
さらにはジョシュとドナの関係、CJとダニーの関係に結論が。
そして、バートレット政権終焉にして新政権発足の日。列車事故の報告がバートレットの元に入り最後の最後まで「大統領として」職務をこなし、「トビーへの免責」について悩みながらも職員達に労いと感謝を述べながらホワイトハウス内を見て回る。そしてついに怒りを堪えながらも「免責」を決定する事を最後の仕事としてホワイトハウスを去る。サントス次期大統領と同じ車で議会へ向かい「サントス大統領」の就任式に立会う。そして就任式後、サントスに大統領としての最後の言葉を残してエアフォースワンでニューハンプシャーへ。そして、同じ頃、ホワイトハウスではバートレットの「側近達」は次々と入ってくる新政権のスタッフと入れ替わるようにホワイトハウスを去っていく。チャーリーとウィルとケイトは暇を持て余し、「映画を見に行こうか？」とホワイトハウスを出ていく。そして、バートレット政権発足から最期まで政権に残ったクレッグ大統領首席補佐官は、一人会見室・壇上に佇む。偶然入室した旧知のホワイトハウス担当の記者からトビーの恩赦についてコメントを求められるが、「何も」と答える。「意見はあるだろ？」と問われ「当然。」と微笑みながら答えつつ会見室を出る。その足でホワイトハウスを出たところを、官邸の外に居た人に「ホワイトハウスから出てきましたよね？スタッフですか？」と聞かれるも「いいえ」と一言答え「ホワイトハウスで働けたら名誉だ」と呟く人に「本当に」答えダニーとの待ち合わせ場所に向かい、故郷ロスへ帰った。そして、ワシントンD・Cを去ったバートレット前大統領は、エアフォースワンの機内でマロリーから「レオの遺品」として贈られた包みを開けると、かつてレオがナプキンに書いた、ジェドに「バートレットを合衆国大統領に(Bartret For America.)」と大統領選出馬を口説いたメッセージだった。そのメッセージを手に外を見つめているとアビーから「何を考えてるの？」と問われ、ジェドは一言「未来だ(Tomorrow)」と答える。
エアフォースワンはゆっくりとバートレット前大統領夫妻を故郷であり、家である地元ニューハンプシャーへ運ぶのだった。 fin

### 9.11スペシャルエピソード
アメリカ同時多発テロ事件が発生してから1ヶ月と経たない2001年10月3日、サードシーズンがスタートする予定だったが、メインストーリーとは時系列が切り離された番外編という形で、テロ事件を想起させるエピソードを急遽放送した。
ホワイトハウス職員のひとり（アラブ系）に対し、空港爆破テロ未遂事件に関与した容疑が浮上する。ホワイトハウスが緊急封鎖され、FBIが職員に対して取り調べを行う。大統領をはじめとする主要スタッフや見学にきていた高校生グループはホワイトハウス内に足止めされ、その時間を使って高校生達とスタッフはイスラム原理主義やテロリズムについて対話をする。
番組冒頭に番外編であることが告げられ、出演者からのメッセージやアメリカ赤十字の災害救済基金への募金を促す内容が放送された。
タイトルである「イサクとイシュマエル」とはイサクが旧約聖書にでてくるユダヤ人（ユダヤ教）の祖、イシュマエルがアラブ人（イスラム教）の祖であり、旧約聖書の中では母違いの兄弟として描かれている。

## 賞
4年連続（2000年、2001年、2002年、2003年）で最優秀ドラマ・シリーズとしてエミー賞を受賞しているなど、エミー賞始まって以来の記録を打ち立てた。エミー賞史上最多記録としては、ドラマシリーズ全体での計26回受賞、ファーストシーズンでの9個受賞、単一シリーズでの9個受賞（史上最多）がある。
他にも、ゴールデングローブ賞最優秀作品賞では2000年に受賞し、1999年・2001年・2002年・2003年と計4度ノミネートしている。また、全米映画俳優組合賞最優秀アンサンブル演技賞（ドラマ部門）を2000年と2001年に受賞。登場人物を演じた俳優らも、以下の通り各種受賞している。
| 俳優                           | 賞                               | 受賞年 |
| ------------------------------ | -------------------------------- | ------ |
| アラン・アルダ                 | エミー賞最優秀助演男優賞         | 2006年 |
| ストッカード・チャニング       | エミー賞最優秀助演女優賞         | 2002年 |
| アリソン・ジャネイ             | エミー賞最優秀助演女優賞         | 2000年 |
| アリソン・ジャネイ             | エミー賞最優秀助演女優賞         | 2001年 |
| アリソン・ジャネイ             | エミー賞最優秀女優賞             | 2002年 |
| アリソン・ジャネイ             | エミー賞最優秀女優賞             | 2004年 |
| アリソン・ジャネイ             | 全米映画俳優組合賞最優秀女優賞   | 2000年 |
| アリソン・ジャネイ             | 全米映画俳優組合賞最優秀女優賞   | 2001年 |
| リチャード・シフ               | エミー賞最優秀助演男優賞         | 2000年 |
| マーティン・シーン             | ゴールデングローブ賞最優秀男優賞 | 2001年 |
| マーティン・シーン             | 全米映画俳優組合賞最優秀男優賞   | 2000年 |
| マーティン・シーン             | 全米映画俳優組合賞最優秀男優賞   | 2001年 |
| ジョン・スペンサー             | エミー賞最優秀助演男優賞         | 2002年 |
| ブラッドリー・ウィットフォード | エミー賞最優秀助演男優賞         | 2001年 |

## 放送局

### 新作放送
- アメリカ合衆国 : NBC
  - シーズン 1 1999年9月22日 - 2000年5月17日（水曜日 9 PM EST）
  - シーズン 2 2000年10月4日 - 2001年5月16日（水曜日 9 PM EST）
  - シーズン 3 2001年10月3日 - 2002年5月22日（水曜日 9 PM EST）
  - シーズン 4 2002年9月25日 - 2003年5月14日（水曜日 9 PM EST）
  - シーズン 5 2003年9月24日 - 2004年5月19日（水曜日 9 PM EST）
  - シーズン 6 2004年10月20日 - 2005年4月6日（水曜日 9 PM EST）
  - シーズン 7 2005年9月25日 - 2006年5月15日（日曜日 8 PM EST）
- 日本 : NHK
  - シーズン 1 2002年10月11日 - 2003年3月27日（土曜日 11 PM JST）
  - シーズン 2 2003年10月11日 - 2004年3月20日（土曜日 11 PM JST）
  - シーズン 3 2004年10月5日 - 2005年3月15日（火曜日 10 PM JST）
  - シーズン 4 2005年9月27日 - 2006年3月14日（火曜日 10 PM JST）
- 日本 : Super! drama TV(現・スーパー!ドラマTV)
  - シーズン 3（NHK版の再放送だが、番外編などは日本ではSuper! drama TVが初放送）
    - 番外編「イサクとイシュマエル」2006年9月11日（8 PM JST 「9.11ドラマ・スペシャル」内）
    - 「ドキュメンタリー・スペシャル」2007年5月27日（11 PM JST）

  - シーズン 4（NHK版の再放送）
  - シーズン 5 2008年8月8日 - 2009年1月8日
  - シーズン 6 2009年2月6日 - 2009年7月3日
  - シーズン 7 2009年7月24日 - 2009年12月17日
- イギリス : Sky One（pay-tv サービス）
  - シーズン 1
- イギリス : E4（pay-tv サービス、シーズン 2 より）
  - シーズン 2 2001年6月19日 - 2001年11月20日（木曜日 9PM GMT）
  - シーズン 3  2002年8月 - 2002年11月（木曜日 9PM GMT）
  - シーズン 4  2003年7月 - 2003年11月（木曜日 9PM GMT）
  - シーズン 5  2004年7月20日 - 2004年11月(木曜日 9PM GMT）
  - シーズン 6  2005年7月20日 - 2005年11月（水曜日 9PM GMT）
- フィンランド : Nelonen
- アイルランド : RTÉ
- カナダ : CTV
- オーストラリア Nine Network - シーズン 5 中盤（2/1/2005）で放送中止。
  - Season 1 
  - Season 2
  - Season 3
  - Season 4
  - Season 5 - 2005年2月1日
- ニュージーランド : TVNZ
- デンマーク : DR2
- ラテンアメリカ : ワーナー・チャンネル（pay-tv サービス）
- ブラジル : SBT
  - シーズン 1
  - シーズン 2
  - シーズン 3
- ノルウェー : NRK
- スウェーデン : SVT1
- オランダ : RTL4

### 再放送/シンジケーション
- アメリカ合衆国 : Bravo
  - シーズン 1 - シーズン 4 2003年8月以降
  - シーズン 5 2004年9月以降（月曜日 ～ 木曜日 7 PM EST）
- アメリカ合衆国 The WB
- イギリス : チャンネル4
  - シーズン 1 2001年5月 - 2001年8月（PM GMT）
  - シーズン 2 2002年5月24日 - 2002年8月18日（PM GMT)
  - シーズン 3 2003年2月 - 2003年8月（PM GMT）
  - シーズン 4 2004年9月 - 2005年5月（PM GMT）
- オーストラリア : Arena
- カナダ Canadian Learning Television (CLT)
- 南アジア : Zee Studio
- 日本 : スーパーチャンネル(2006年7月1日～｢Super! drama TV｣ → 2007年8月1日～｢スーパー!ドラマTV｣チャンネル名変遷)
  - シーズン 1 2005年3月10日 - 2005年8月28日（日曜日 11 PM JT）
  - シーズン 2 2006年2月19日 - 2006年7月22日（日曜日 11 PM JT）
  - シーズン 3 2006年12月17日 - 2007年5月24日
  - シーズン 4 2007年11月27日 - 2008年5月12日

### 日本での放送局変更問題
NHK総合で2002年10月から2003年3月の期間シーズン1が放送され、その後2003年4月から土曜日午後11時枠でER緊急救命室VIIが放送された。2003年9月のER緊急救命室VIIの最終回のテロップに「2004年4月からER緊急救命室VIIIを放送します」と流れて、後番組として2003年10月から土曜日午後11時枠でザ・ホワイトハウス2（シーズン2）が放送された。
だがなぜか2004年4月からER緊急救命室VIIIは放送中止となり代わりとして土曜日午後11時枠で冬のソナタが放送されることになった。いろんな憶測が流れ「ER緊急救命室VIIIが2004年10月から放送するから、ザ・ホワイトハウス3（シーズン3）は放送されない」と言った情報も飛び交った（ER緊急救命室VIIIは10月2日土曜深夜0：45からNHK総合で放送された）。
ザ・ホワイトハウス（シーズン1）の2003年3月に放送された最終回のテロップには「2003年10月からザ・ホワイトハウス2を放送いたします」と流れた。しかし2004年3月のザ・ホワイトハウス2の最終回の一話前に「次回いよいよ最終回！お見逃しなく！」というテロップが流れ最終回には告知テロップも何もなかったために、打ち切られたと感じた一部の熱狂的ファンはNHKが視聴者を裏切ったと激怒しNHKに電話やメールで問い合わせた。2004年の10月からは土曜日午後11時枠で韓国ドラマ美しき日々が放送された。
結果としてザ・ホワイトハウス3はNHK総合からNHK-BS2へのチャンネル変更となった。NHK総合で放送したドラマの続編をNHK-BSで放送するのは初めてのパターンでありNHKとしては韓国ドラマを放送することに決定したのだった。またシーズン3より吉田栄作から横堀悦夫に吹替の変更があった。
NHKに続編の放送を望む電話やメールで問い合わせがあったものの、スーパー!ドラマTVにて2008年8月8日午後9時よりシーズン5の日本初放送が決定し、レギュラー放送に先がけて同年7月19日より先行放送があった。またシーズン5から小林薫、夏木マリ、鈴木ユウジ、平淑恵などNHKによる放送開始時からの吹替に変更があった。
またNHK放送時は、当時解説委員だった平野次郎が政治監修を担当した。

## ホームビデオ発売日
ホームビデオ・プログラム発売日；2005年現在：
- シーズン 1（1999年 - 2000年）
  - R1 DVD — 2003年11月18日
  - R2 DVD — 2002年4月8日
  - R4 DVD — 2002年8月5日
  - AU VHS — 2002年8月5日
  -  イギリス VHS — 2002年4月8日
  -  日本 DVD  — 2005年7月29日
- シーズン 2（2000年 - 2001年）
  - R1 DVD — 2004年5月18日
  - R2 DVD — 2003年4月7日
  - R4 DVD — 2003年9月10日
  -  オーストラリア VHS — 2003年9月10日
  -  イギリス VHS — 2003年4月7日
  -  日本 DVD  — 2006年3月3日
- シーズン 3（2001年 - 2002年）
  - R1 DVD — 2004年11月2日
  - R2 DVD — 2004年3月29日
  - R4 DVD — 2004年10月20日
  -  日本 DVD  — 2006年7月14日
- シーズン 4（2002年 - 2003年）
  - R1 DVD — 2005年4月5日
  - R2 DVD — 2004年9月27日
  - R4 DVD — 2004年10月20日
  -  日本 DVD  — 2007年7月13日
- シーズン 5（2003年 - 2004年）
  - R2 DVD — 2005年4月25日
  -  日本 DVD  — 2009年6月24日
- シーズン 6（2004年 - 2005年）
  - R2 DVD — 2005年9月26日
  -  日本 DVD  — 2010年5月26日
- シーズン 7（2005年 - 2006年）
  -  日本 DVD  — 2011年5月11日